# Спиров, Иван Хрисанфович
Ива́н Хриса́нфович Спи́ров (1886, Большие Вишники, Горновский район — дата и место смерти неизвестны) — деятель ВКП(б), председатель Исполнительного комитета Западно-Казахстанского областного совета. Входил в состав особой тройки НКВД СССР.

## Биография
Иван Хрисанфович Спиров родился 1886 году. Участник Первой мировой войны. В рядах РККА участвовал в Гражданской войне. В 1919 году стал членом РКП(б).
- 1926—1928 годы — председатель Исполнительного комитета Тобольского окружного Совета.
- 1927—1929 годы — от Уральской области избирался во Всероссийский Центральный Исполнительный Комитет XIII-го созыва (1927—1929)[1].
- 1929 год — ответственный секретарь Бийского окружного комитета ВКП(б). Избирался депутатом XIV Всероссийского съезда Советов.
- С июля 1932 года — 1-й секретарь Магнитогорского городского комитета ВКП(б) (Уральская область).
- В 1937 году — председатель Исполнительного комитета Западно-Казахстанского областного совета. Этот период отмечен вхождением в состав особой тройки, созданной по приказу НКВД СССР от 30.07.1937 № 00447[2] и активным участием в сталинских репрессиях[3].

## Завершающий этап
Арестован 2 марта 1938 г. УГБ НКВД Казахской ССР. Осуждён Особым совещанием НКВД Казахской ССР 8 сентября 1941 г. к 8 годам ИТЛ. Обвинялся по статьям 58-8, 58-10, 58-11 УК РСФСР.
Реабилитирован 27 июля 1956 г. военным трибуналом Туркестанского ВО по прекращению дела за отсутствием состава преступления.